# David Peel Yates
Sir David Peel Yates, britanski general, * 1911, † 1978.